# Hamilton Mitchell
Hamilton Mitchell (nacido el 28 de diciembre de 1956 - 31 de enero de 2021) fue un actor y escritor estadounidense. Apareció por primera vez en la comedia Caddyshack. Se hizo popular interpretando el papel del subdirector Crubbs en la serie Manual de supervivencia escolar de Ned. También ha participado en otras series como Alias, The Suite Life on Deck, The West Wing, ER, The O.C. y Nip/Tuck.

## Filmografía
- Caddyshack...Motormouth (1980)
- Going Ape!...Marvin (1981)
- Just Our Luck...(1983)
- Slumber Party Massacre II...Oficial Voorhies (1987)
- Frankenstein General Hospital...Dr. Andrew Dixon (1988)
- Till We Meet Again...(1989)
- Life Goes On...Reportero (1990)
- Getting By...(1993)
- Legend...Conductor (1995)
- Anastasia...Rasputín (1997)
- Caddyshack: The 19th Hole...Él mismo (1999)
- ER...Guy From Chairs (1999)
- The Wayans Bros...Mortician (1999)
- Hyperion Bay...Trabajador (1999)
- The West Wing...Economista #2 (1999)
- The Lost Child...Doctor residente (2000)
- Farewell, My Love...George Karpov (2001)
- Alias...2.º jugador de autos (2002)
- Do Over...Club Manager (2002)
- Book of Days...Tucker (2003)
- Nip/Tuck...Ned (2003)
- Dragnet...Jury Fureman (2003)
- The Hadler...William Sutton (2003)
- I'm with Her...Desconocido (2004)
- The Division...Dr. Kelso (2004)
- The O.C...Reverendo Donahue (2004)
- Miss Match...Dr. Wehman (2004)
- Ned's Declassified School Survival Guide...Subdirector Crubbs (2004-2007)
- Pulled Over...Marido (2005)
- Chasing Ghosts...Louie Pantz (2005)
- House M.D...Oficial infectado sin control (2005)
- The Story of Bob...Dr. Phillip Fillerman (2005)
- Pink Eye...Paul (2005)
- Bottoms Up...Wig gigante (2006)
- My Name Is Earl...Guy (2007)
- Cold Case...Job (2007)
- Falling...Marc (2008)
- Mystery ER...Dr. Termeer (2008)
- The Suite Life on Deck...Monroe Cabot (2009)
- ICarly...Robert (2012)
- Big Time Rush (2011)